# Jordão (football, 1971)
Pour les articles homonymes, voir Jordão.
Adelino José Martins Batista, dit Jordão, né le 30 août 1971 à Malanje (Angola), est un footballeur portugais et angolais ayant évolué au poste de milieu défensif.

## Biographie
Formé au Real Massamá puis à l’Estrela da Amadora, Jordão fait ses débuts professionnels en 1990 avec Estrela, un club de la région de Lisbonne. Il mettra plusieurs saisons à s’imposer en équipe première, étant prêté à deux reprises, d’abord au Campomaiorense puis au Leça, deux clubs de deuxième division. Il ne parvient pas à obtenir du temps de jeu au sein du premier, mais réalise une saison pleine avec le second,.
Après deux saisons solides avec Estrela, il rejoint en 1997 le SL Benfica, un des géants du football portugais. Toutefois, avec l’arrivée de Graeme Souness comme entraîneur, il est rapidement écarté et quitte le club dès janvier 1998 pour signer au SC Braga,.
À l'été 2000, après avoir disputé une rencontre de championnat avec Braga, il rejoint le West Bromwich Albion en Angleterre pour un montant de 350 000 livres sterling. Il y fait ses débuts en août 2000 contre Barnsley FC,.
Il réalise sa meilleure saison en 2001–2002, inscrivant cinq buts en championnat, dont un lors du Black Country derby face aux Wolverhampton Wanderers, contribuant à la montée du club en Premier League.
En trois saisons avec West Bromwich Albion, il joue 71 matchs toutes compétitions confondues (dont seulement trois en Premier League) et marque huit buts. Il est libéré en été 2003.
Jordão revient au Portugal début 2004 et signe à nouveau pour l’Estrela da Amadora, où il termine sa carrière trois ans plus tard,.
Au total, il dispute 156 matchs pour 6 buts marqués en première division portugaise, 3 matchs en première division anglaise, 4 matchs en Coupe des vainqueurs de coupe et 1 match de Coupe UEFA.

## Palmarès

### En club
CF Estrela da Amadora
- Segunda Liga :
  - Champion : 1992-93.

 Leça FC
- Segunda Liga :
  - Champion : 1994-95.